# كيساري بات
كيساري بات (Kesari bat أو kesari baat) أو كيساري باث (Kesari bath) (بالكنادية: ಕೇಸರಿ ಬಾತ್)‏ هو طعام هندي حلو شائع في جميع أنحاء البلاد. المكونات الكلاسيكية المستخدمة في تحضيرها هي السميد والسكر والسمن، وعادةً مع والماء والحليب. الحلاوة هذه معروفة أكثر بأسم جونادولا حلوة (Jonnadula Halwa) في أجزاء معينة من شمال الهند.
يختلف التركيب الدقيق كيساري باث (Kesari Bath) إقليميًا اعتمادًا على توفر المكونات. يمكن تحضير الطبق بالأناناس أو الموز او المانجو أو جوز الهند أو الأرز.
الادعاءات بأصل الطبق مقدمة من ولاية كارناتاكا وتاميل نادو ومناطق أخرى في جنوب الهند. يعد هذا الطبق شائعًا في مطبخ كارناتاكا [الإنجليزية] وكذلك في مناطق متعددة في جنوب الهند وهو طبق شائع خلال المهرجانات مثل مهرجان. تشير كلمة كيساري في العديد من اللغات الهندية إلى بهارات الزعفران التي تعطي الطبق لون الزعفران البرتقالي والأصفر. على الرغم من أنه طبق حلو إلا أنه في ولاية أندرا براديش وكارناتاكا وكرناتكا وتاميل نادو يتم تحضيره ليس فقط كحلوى ولكن أيضًا لوجبات الإفطار العادية. يُقدم أيضًا مع عصيدة أوبما [الإنجليزية] أو كارا باث (Khara Bath)، وتقديم كلا الطبقين في طبق واحد يسمى شعبيًا تشاو تشاو باث (Chow Chow Bath).
في شمال الهند يتم تقديمه كطبق حلو يسمى حلوى السوجي، حيث أن السوجي هي الكلمة الهندية للسميد. يستخدم مكونات مشابهة لتلك الموجودة في كيساري بات مثل السمن والسكر والسميد والماء. في كثير من الأحيان يتم إضافة المكسرات والزبيب، وفي بعض الأحيان قد يُضاف الزعفران أيضًا. نظرًا لأن هذا الطبق موجود في كل منزل في شمال الهند فإن أستخدام ألوّان الطعام ليس شائعًا. ومن المعروف عادة بأسم شيرا (Sheera) في اللغة الماراثية الهندية، ورافا كيسارى (Rava Kesari) في اللغة المالايالامية والتيلجو والتاميلية، وسوجي هالوا (Suji Halwa) في شمال الهند وبنجلاديش.

## تاريخ
يُقام بإدراج الطبق بأسم شالي آنا (shali-anna) في وصفات كتاب ماناسولاسا [الإنجليزية]، وهو عمل يعود إلى القرن الثاني عشر للملك تشالوكيا المعروف سوميشفارا الثالث [الإنجليزية]
تشاو تشاو باث (Chow Chow Bath)، وهو الفطور الجديد في ولاية كارناتاكا، تتكون من وجبة واحدة من كارا باث الحار (Spicy Khara bat) ووجبة أخرى من كيساري باث الحلو (Sweet Kesari Bath).
يُقدم كيساري باث (Kesari Bath) تقليديًا على أوراق الموز في جنوب الهند.

طبق كيساري بهاث (Kesari Bhath) على نمط الليمون الملون مع الكاجو، لولاية كارناتاكا..

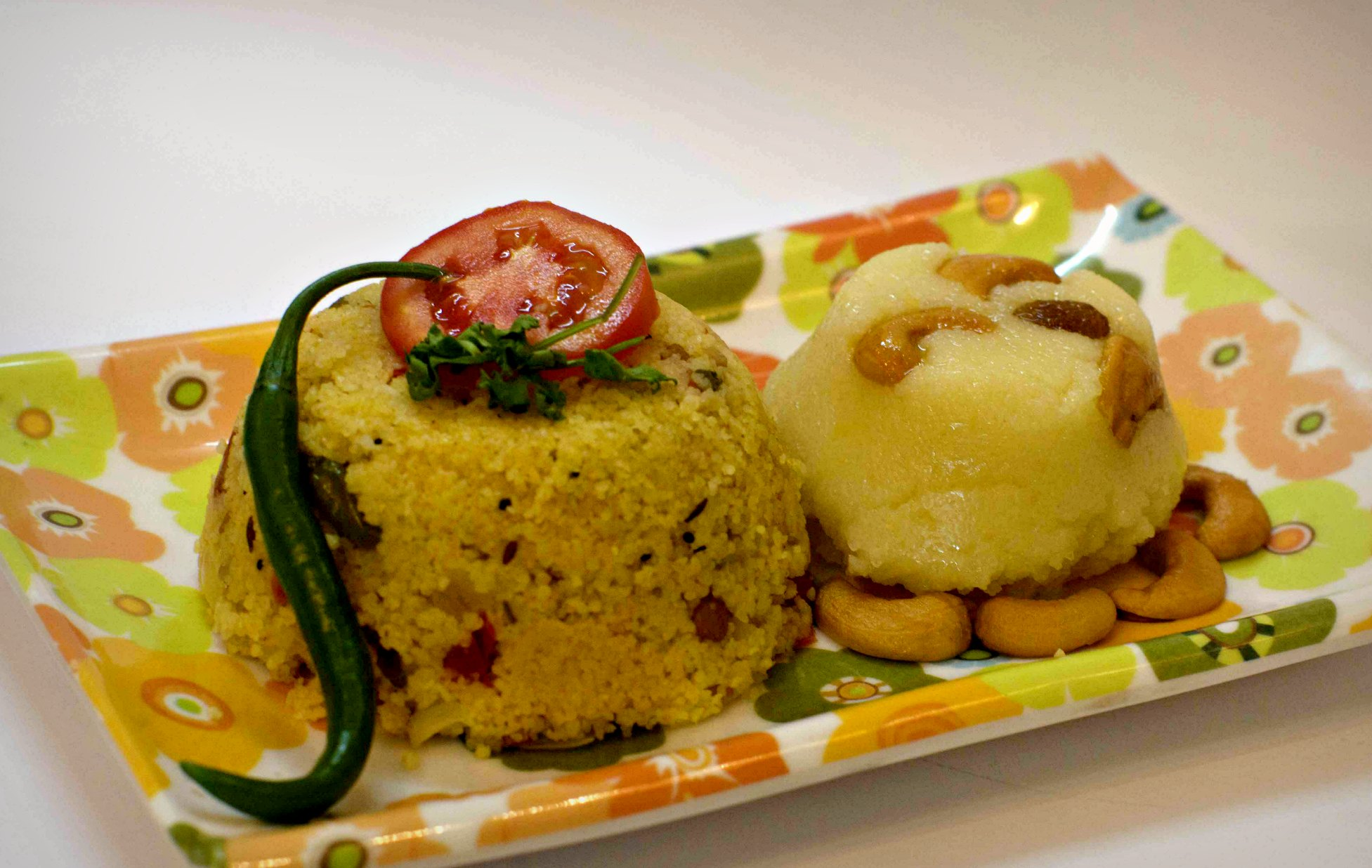
تشاو تشاو باث (Chow Chow Bath)، وهو الفطور الجديد في ولاية كارناتاكا، تتكون من وجبة واحدة من كارا باث الحار (Spicy Khara bat) ووجبة أخرى من كيساري باث الحلو (Sweet Kesari Bath).
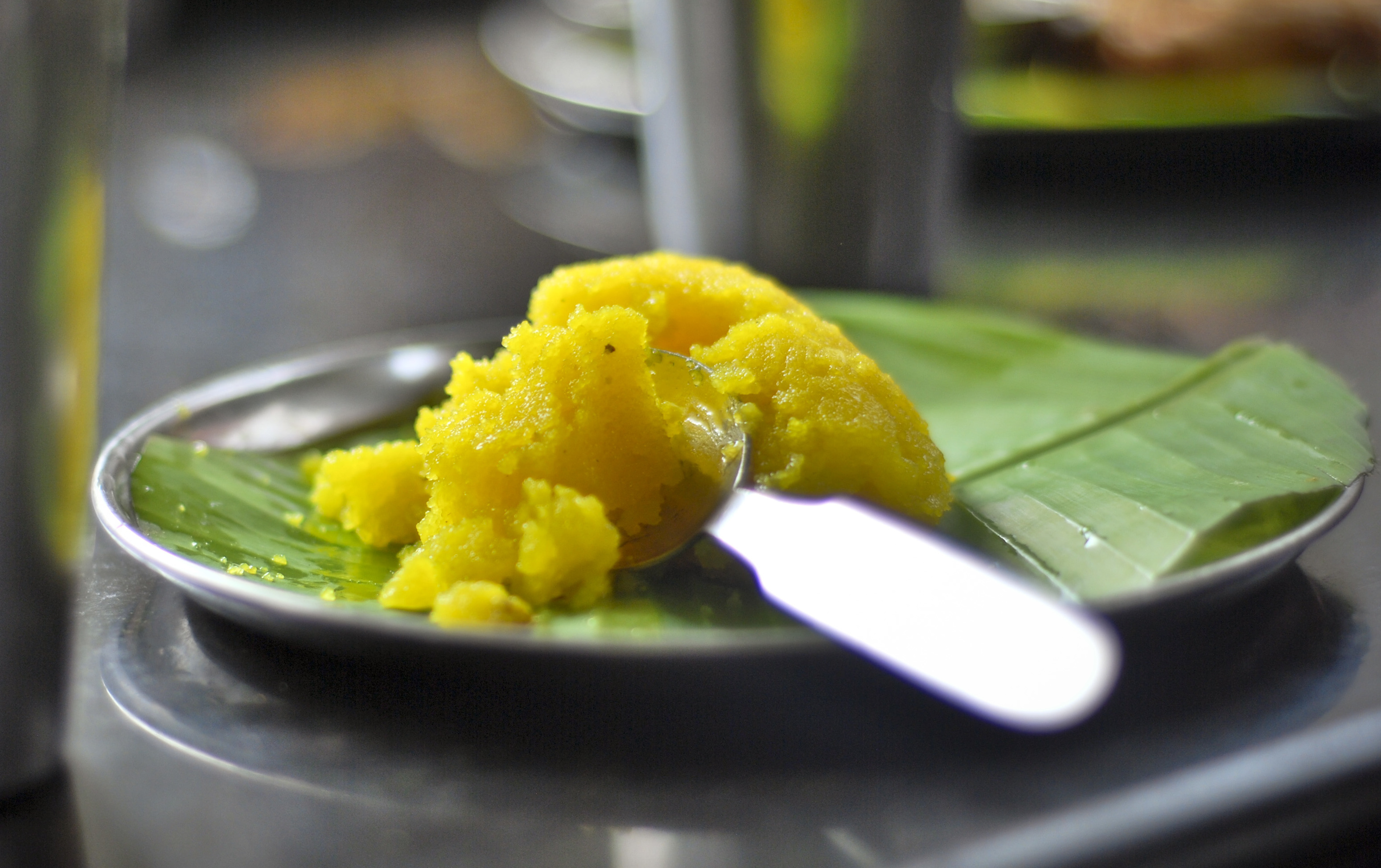
يُقدم كيساري باث (Kesari Bath) تقليديًا على أوراق الموز في جنوب الهند.
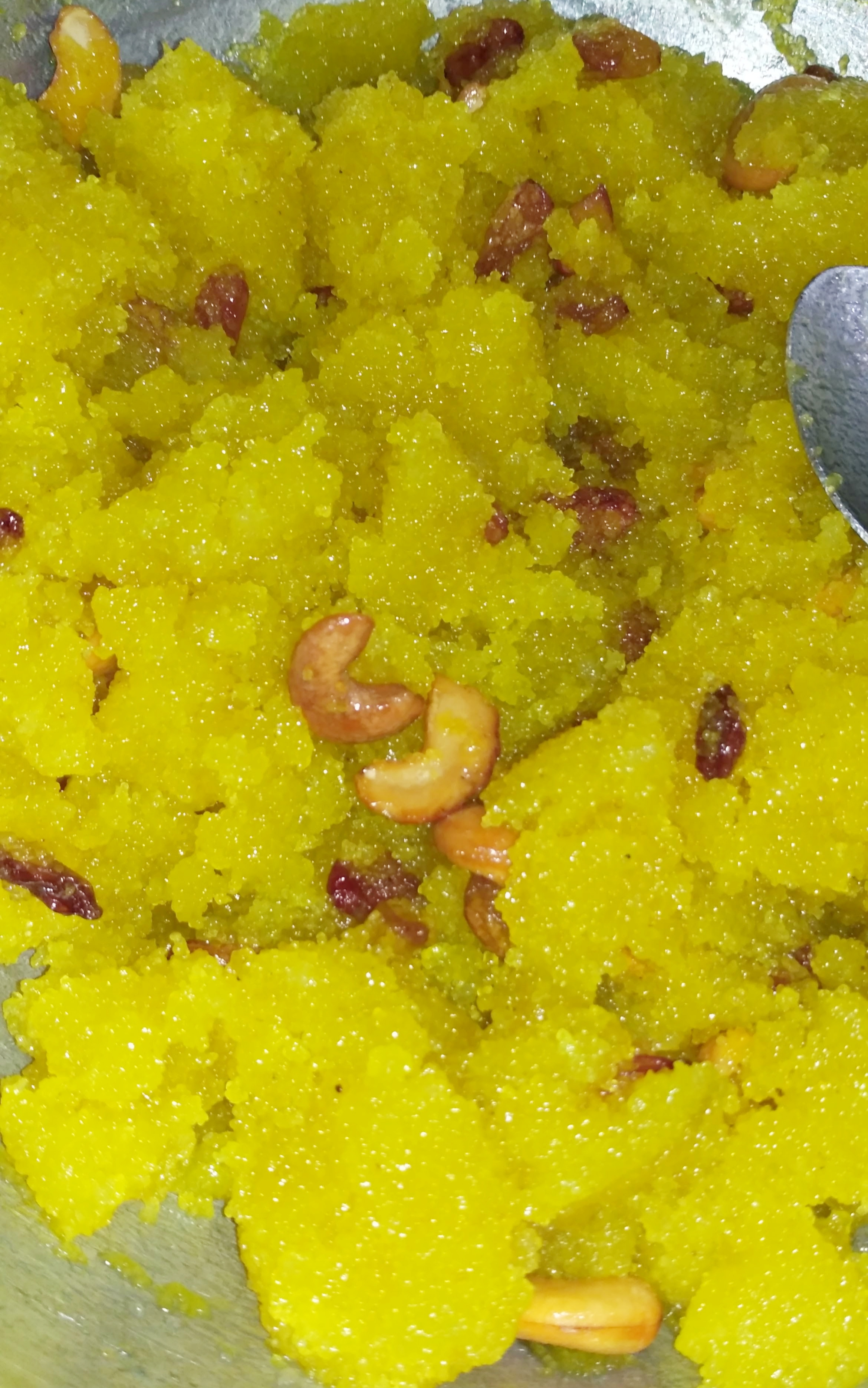
طبق كيساري بهاث (Kesari Bhath) على نمط الليمون الملون مع الكاجو، لولاية كارناتاكا.